# Jean Scherbeck
Jean Scherbeck est un photographe, dessinateur, peintre et  portraitiste d’art  français, né à Champigneulles le 2 juin 1898 et mort à Nancy le 9 décembre 1989. Il est connu pour ses portraits humains de gens simples du terroir.

## Biographie
Jean Charles Scherbeck est le fils unique de Joseph Emile Scherbeck marchand de vins en gros et de Jeanne Marie Gille qui résident à Nancy au Faubourg Stanislas.
Il est élève au lycée de Nancy jusqu'à la classe de philosophie qu'il suit en 1914-15 puis est mobilisé le 7 avril 1917. Il est d'abord affecté au 261e régiment d'Infanterie posté près de Pont-à-Mousson puis est nommé caporal. Il obtient la croix de guerre avec deux citations pour comportement courageux prenant le commandement de la section avec intelligence et audace. D'abord aspirant en 1919, il est nommé sous-lieutenant de réserve d'infanterie en 1921 puis lieutenant au service géographique de l'armée et devient plus tard capitaine d'infanterie.
À la fin de la guerre, il est affecté au 55e régiment d'infanterie à Aix-en-Provence où il dessine les officiers du cercle militaire pour compléter sa solde et fait un stage de formation de photographe chez un portraitiste du cours Mirabeau.
Il ouvre un studio dans la maison familiale de Nancy en 1922 avant de se marier le 12 novembre 1923 à Nancy avec Yvonne Marguerite Ritter fille de l'opticien constructeur Paul Ritter. Le couple a comme témoin de mariage Henri Bellieni entrepreneur commercial de matériel d'optique artisan de la carte postale illustrée et aura cinq enfants. Leur fille aînée Jeanine Scherbeck-Puton poursuit la galerie paternelle "Le Nid de la photo". Leur petit-fils Jean Pierre Puton est le directeur du conservatoire régional de l'image de Nancy Lorraine et président de la biennale internationale de l'image. 
Prisonnier de guerre durant la Seconde Guerre mondiale à l'oflag XVII-A, il garde son ardeur patriotique et participe à de nombreuses manifestations comme celles des anciens combattants, des veuves de guerre, des prisonniers de guerre rapatriés en 1943, etc.
Sa galerie d'art, installée au fond de la librairie tenue par son gendre Hubert Froment, le mari de Claudie, sa seconde fille, accueille dès 1929 des artistes de choix comme le peintre Edmond Marie Petitjean, Henri Boudrie en 1932, Henri Royer et Lucien Grandgérard en 1934.
Il fut membre de l'Association des artistes lorrains ainsi que de l'Académie de Stanislas en 1976.
En 1930, Jean Scherbeck est promu officier de l'ordre chérifien du Ouissam Alaouite grâce aux vues fort artistiques du voyage du roi Moulay Mohammed après avoir reçu la croix de chevalier à la suite de la visite du sultan Moulay Youssef.
Il est nommé chevalier de la Légion d'honneur en 1932 pour sa vaillante conduite au front en 1918 puis élevé au grade d'officier de la Légion d'honneur. Il est fait officier d'académie en 1931.
Il est inhumé le 12 décembre 1989 dans le cimetière de Préville à Nancy.

## Le portraitiste
Issu d'une famille où chacun se prête volontiers au dessin, Jean Scherbeck croque dès sa jeunesse quelques portraits comme le fait son père ami d'Émile Friant. Nancy étant une ville de garnison, il dessine des soldats et plus tard ses professeurs. En classe de 3e, il est récompensé par le premier prix de dessin d'imitation.
Leur résidence étant trop proche de la gare, quartier stratégique fréquemment bombardé, sa famille se replie sur Mirecourt. Il y rencontre à 18 ans Pierre Loti officier d'état-major. Il fait le portrait de l'écrivain en tenue militaire que celui-ci lui dédicace "vu et approuvé par le modèle 1916". Cette importante rencontre stimule son penchant artistique.
Henri Claude et Jean Lahner dans leur analyse sur Jean Scherbeck affirment que ses dessins d'enfance ont la volonté d'aller au cœur du personnage et que ceux d'adolescence reflètent le puissant sentiment patriotique du dessinateur qu'il conservera toute sa vie.
Élève quelque temps de Victor Prouvé puis de Henri Royer professeur à l'Académie Julian à Paris et à l'École des beaux-arts de Paris (atelier non localisé) avec qui il découvre la Bretagne et le goût de peindre les gens du lieu.
En effectuant dès 1922 des photos lors des cérémonies des familles de Nancy et de la Lorraine (naissance, communion, mariage, etc.), sa réputation se répand rapidement et provoque de nombreuses rencontres avec des célébrités : Maurice Barrès en 1923 à Charmes, le Maréchal Hubert Lyautey en 1926 qui le sollicitera ensuite pour fixer les autorités en visite à Thorey comme la famille royale du Maroc, Claude Farrère  en 1936 année de sa réception à l'Académie française, un autre académicien Charles Le Goffic lui fait aimer la Bretagne et lui demande d'illustrer son ouvrage Gens de Bretagne en 1929. Il a d'autres admirateurs comme Guy Ropartz directeur du conservatoire de Nancy et de Strasbourg ou la romancière Gyp qui le louèrent pour l'illustration de cet ouvrage.
Il a l'occasion d'approcher les plus grandes personnalités nationales et internationales. C'est une figure locale et un homme de contact dont la personnalité de l'homme et celle de l'artiste sont reconnus par tous.
L'œuvre de Jean Scherbeck est une marque du terroir de la Bretagne, de la Lorraine et de l'Alsace qu'il regarde avec acuité et tendresse. Un projet sur les gens de Savoie en collaboration avec Henry Bordeaux n'a pas abouti. Ses portraits des petites gens de villages, des marins, des bretonnes avec leur coiffe ainsi que les têtes de caractère de vieillards comme les célèbres Papiches et Mamiches qui sont tirés en carte postale. Les critiques le considèrent très tôt comme un héritier des dessinateurs Friant, Royer ou Larteau et s'extasient devant la finesse du crayon, sur l’exécution mais surtout ce qu'ils font voir de l'âme des personnages représentés. Dans son studio, il réalise les photographies d'art de jeunes enfants et de notables liés à sa région. Ses Clichés sont conservés au Centre de l'Image Lorraine.
Jean Scherbeck collabore à de nombreuses illustrations de livres. Avec le journaliste Fernand Rousselot, il collabore à l'illustration de Nouveaux Couarails en 1926 et de Nos gens en 1929.
Il est invité régulièrement au Salon des artistes français dont il obtient une mention en 1934.
On trouve le plus souvent ses dessins, au crayon, pastel, crayon de couleur, mine de plomb, dans des collections privées parfois mises en vente. Elles portent des noms évocateurs comme Vieille Lorraine, Portrait de marin, Portrait d'homme, Portrait de vieil homme, Portrait de femme, Marius, Brodeuse, Portrait de Lorraine en bonnet, L'homme à la pipe, Vieille femme à la canne, Tête de Christ.

## Expositions et salons

### Exposition au Cercle artistique lorrain
- 1923 les Mendiants
- 1925 50 dessins et pastels
- 1926 Couarail d'ancêtres qui le révèle à Fernand Rousselot
- 1927 Femme à la brouette (dessin)
- 1928
- 1930 dessins basques, nombreux portraits et 8 études de Métallurgistes de Lorraine qui transcrivent le visage du travailleur en plein effort
- 1932 Le Problème difficile (pastel)
- 1937 Méditation portrait, Coiffe du Finistère (pastel)
- 1938 Vieilles Lorraines, Bretonnes croquées en vacances
- 1943 dessins

### Salon des artistes français à Paris
- 1927 première invitation avec Le Couarail à la fontaine et un ensemble de vieilles lorraines
- 1928 les Papiches et les Mamiches
- 1929 Vieux vaneur lorrain, (dessin à 3 crayons)
- 1932 Tête de vieillard (pastel), La Prière à Saint Colomban (dessin)
- 1933 Volonté et Types savoyards (fusain)
- 1934 honoré d'une mention
- 1936 Le Portrait de Claude Farrère de l'Académie française, Repos (vieillard mains croisées sur la canne) et Types bretons (sanguine et noir)
- 1937 Premier Bonjour (un ravissant pastel représentant 2 bambins qui se lèvent pour s'embrasser)
- 1938 Confidences (pastel)
- 1939 Le Problème difficile (pastel) représentant une écolière penchée sur son devoir

### VIIe Salon des artistes anciens combattants à Paris
- Breton en prière (1939)
- Bretonnes à Quimper (1939)

### Biennale internationale de l'image
- en 1989 exposition de 80 photographies de notables lorrains de 1922 à 1970 et de personnalités (président Coty, Roberto Benzi, Maurice Barrès, etc.)[18].

## Illustrations
- Nouveaux Couarails de Fernand Rousselot, ill. de E. Virtel, J. Scherbeck et E. Friant, 1926[19]
- Nos gens de Fernand Rousselot, préface du maréchal Lyautey de l'Académie française, ill. de J. Scherbeck, Imprimeries réunies, Nancy, 1928, réédité en 1978 et 1988
- Gens de Bretagne de Charles Le Goffic, ill de Jean Scherbeck, Mulhouse-Dornach imp. Braun, 1929, 22 f-pl non paginé
- À l'ombre du mirabellier : Couarails et chronique lorraine de Fernand Rousselot et Jean Scherbeck, Nancy édition Rigot 1930, nombreuses rééditions
- Aciéries de Longwy : 1880-1930 par la Société des aciéries de Longwy, ill. de P. Gosjean, Peltier et Scherbeck, clichés de Scherbeck, imp. Braun Mulhouse-Dornach, 1930,91p - lire en ligne
- Unseri Lytt - Nos gens d'Alsace par René d'Alsace et Jean Scherbeck, Strasbourg-Paris Librairie Istra 1931
- Biographie sur Louis Courten de Boutillier du Retail, Georges Dinago et Jean Scherbeck, Paris L'illustration 1937
- Évasion spirituelle : Offlag XVIIA avec R-P Spicq, Nancy Helio-Lorraine imp. E. Spillmann 1940

## Musées, collections publiques

### Musée des beaux-arts de Nancy
- Portrait d'Yvonne Gineste, 1920, crayon sur papier, inv. 2012.4.6

### Musée lorrain de Nancy
- Deux soldats embusqués, 1939, estampe, inv. D.2004.1.6
- Gerbeviller - Le monument élevé en mémoire des enfants morts au champ d'honneur et des chasseurs du 2e bataillon défenseurs des passages de la Mortagne, 1918, carte postale, inv. 2013.0.771
- Portrait de René Wiener, 1927, photographie, inv. 2008.0.2761
- Portrait d'Edouard Salin en académicien, photographie, inv. 2008.0.83 à 86
- Livre d'or du 26e RI, photographie, inv. 2008.0.16
- Portrait de Henri Mengin, 1920, photographie, dessin de Victor Prouvé, inv. 2007.0.4793
- Homme à la pipe, 1925,dessin au fusain rehaussé à la craie blanche, inv. 2007.0.4634
- Têtes de Lorraine - portrait de femme, estampe, gravure de Braun et Cie d'après Jean Scherbeck, inv. 2007.0.4633
- Têtes de Lorraine - portrait d'homme, 1939?, estampe, gravure de Braun et Cie d'après Jean Scherbeck, inv. 2007.0.4631 et 4632
- Portrait d'un vieil homme, 1923, dessin au crayon noir rehaussé à la craie blanche, inv. 2007.0.4630
- Paysanne à la serfouette sur l'épaule, 1927?, estampe, inv. 2007.0.3769
- En patrouille, 1915, dessin au fusain, inv. 2007.0.2337
- Portrait de Friant en tenue d'académicien, 1924, photographie, inv. 2006.0.6451 et 6452
- Nancy - Coucher de soleil Place Stanislas, 1904; carte postale, inv. 2006.0.4454
- Nancy - Place Stanislas grille Jean Lamour, 1904; carte postale, inv. 2006.0.4420
- Nancy - Place Stanislas et arc de triomphe, 1904; carte postale, inv. 2006.0.4413
- Nancy - Place Saint-Georges et les tours de la cathédrale, 1904; carte postale, inv. 2006.0.4309
- Travaux d'aveugles, 1904; carte postale, inv. 2006.0.4105
- Nancy - Vue générale vers Bonsecours, 1904; carte postale, inv. 2006.0.4037
- Ecclésiastique en buste, 1932, photographie, inv. 98.11.18
- Mgr Lallier, 1942, photographie, inv. 98.11.17

### Centre Image Lorraine
Banque numérique d'images de Lorraine qui présente 478 photos et dessins et conserve de nombreuses plaques photographiques de Jean Scherbeck.

## Hommage
- une rue porte son nom à Champigneulles commune de sa naissance.
- la rue Jean-Scherbeck à Nancy, ville où il a vécu, lui rend hommage.
- un tableau de Gilles Fabre Vieille brodeuse à Repaix : Hommage à Jean Scherbeck (Musée historique lorrain à Nancy).

## Sources
- Cet article s'est inspiré de celui de Danielle Brassaud intitulé Portrait d'un portraitiste sur le site de Pierreloti.org
- Les œuvres citées pour les expositions et salons proviennent d'articles archivés du quotidien L'Est républicain et de la revue Le Pays lorrain.